# David Latasa
David Latasa Lasa (Pamplona, 14 febbraio 1974) è un ex ciclista su strada spagnolo, professionista dal 1998 al 2006.

## Carriera
Debuttò come professionista nel 1998 nella Banesto. Nel corso della stagione successiva riportò l'unica vittoria della sua carriera tra i pro, aggiudicandosi una tappa al Tour de l'Avenir, corsa che peraltro concluse al secondo posto in classifica generale. Nel 2003 passò alla Kelme, che diventò Comunidad Valenciana nel 2004. Ottenne diversi piazzamenti in alcune gare spagnole (Setmana Catalana, Prueba Villafranca de Ordizia, Volta Ciclista a Catalunya) e si aggiudicò la classifica scalatori alla Vuelta al País Vasco 2005; si classificò inoltre terzo in una tappa della Vuelta a España nel 2004 e 2005.
Nel 2006 fu indagato nell'ambito dell'Operación Puerto, come cliente del dottor Fuentes, ma successivamente venne scagionato dalla giustizia spagnola. Si ritirò dall'attività professionistica al termine della stagione 2006.

## Palmarès
- 2001

8ª tappa Tour de l'Avenir (Bagnères-de-Bigorre > Cauterets)

### Altri successi
- 2005

Classifica scalatori Vuelta al País Vasco

## Piazzamenti

### Grandi Giri
- Giro d'Italia

2001: 35º
- Tour de France

2002: 84º
2003: 73º
- Vuelta a España

2003: 46º
2004: 50º
2005: 70º